# Dr. Robotnik’s Mean Bean Machine
Dr. Robotnik’s Mean Bean Machine ist ein Puzzle-Computerspiel, das von Sega sowie Compile entwickelt und von Sega erstmals in den USA am 23. November 1993 für das Sega Mega Drive veröffentlicht wurde.
Es handelt sich dabei, ebenso wie bei Kirby’s Ghost Trap für das Super Nintendo Entertainment System, um eine verwestliche Version von Puyo Puyo.
Es zählt als Spin-Off der Sonic-Spieleserie, wenngleich Sonic the Hedgehog in diesem Spiel nicht auftritt.

## Handlung
Die Handlung spielt im Universum der TV-Serie Sonic der irre Igel (englischer Originaltitel Adventures of Sonic the Hedgehog) von 1993. Dr. Robotnik verwandelt mit der Mean Bean Machine bohnenartige Wesen in Roboter, um seine Armee zu vergrößern. Der Protagonist des Spiels trägt den Namen „Has Bean“, konnte im Inneren der Maschinen der Verarbeitung entkommen und leitet sowie sabotiert die Geschicke der Maschine. Daraus resultieren regelrechte Kämpfe der einzelnen Roboter, wie den aus den Serien bekannten Scratch, Grounder oder Coconuts, bevor Dr. Robotnik selbst gegen „Has Bean“ (Im Originalen Puyo Puyo ein Character namens „Carbunkle“) antritt, aber ebenfalls verliert, woraufhin die Mean Bean Machine nicht mehr funktioniert.

## Gameplay
Das Spielprinzip ist identisch mit dem ersten Spiel der Serie Puyo Puyo, auch bekannt als Puyo Pop. Herunterfallende Bohnen lösen sich auf, sobald sich vier gleichfarbige aneinanderreihen. Mit geschickter Vorgehensweise sind Kombos möglich, indem durch auflösende Bohnen die daraufhin herunterrutschenden Bohnenreihen erneut mindestens vier gleichfarbige aneinander setzt. Je nach Auflösungsmenge oder Kombo bekommt der direkte Gegner zusätzliche Hindernisse, aber der Spieler selbst erhält auf dieselbe Weise ebenfalls gelegentlich Hindernisse von seinem Gegner. Unabhängig von der Wahl der Schwierigkeitsgrade (Easy, Normal, Hard, Hardest) erscheinen im Einzelspieler-Modus nacheinander in fester Reihenfolge die 13 Gegner Arms, Frankly, Humpty, Coconuts, Davy Sprocket, Skweel, Dynamight, Grounder, Spike, Sir Ffuzzy-Logik, Dragon Breath, Scratch und Dr. Robotnik. Im Mehrspieler-Modus treten die beiden Spieler direkt gegeneinander an.

## 8-Bit-Version
Anders als bei den Jump ’n’ Runs, bei denen die 8-Bit-Varianten als komplett eigene Spiele angesehen werden müssen, stellen die Sega-Game-Gear- und Sega-Master-System-Versionen von Dr. Robotnik’s Mean Bean Machine möglichst detailtreue Kopien mit schwächerer Grafik und Sound dar, haben aber einen zusätzlichen Puzzle Mode, in denen die kompletten Bohnen innerhalb einer vorgegebenen Zeit aufgelöst werden sollen. In Japan wurde weder die Game-Gear-, noch die Master-System-Version veröffentlicht, die USA musste auf die Master-System-Variante verzichten.

## Entwicklung
Nachdem man bei Sega der Auffassung war, die Puyo-Puyo-Serie würde sich im westlichen Markt nicht durchsetzen, entschied man sich für eine Version mit Charakteren aus dem Sonic-Universum. Dabei wurde Masanobu Tsukamotos originaler Puyo-Puyo-Soundtrack von Masanori Hikichi abgeändert und angepasst.
Im 2017 erschienenen Sonic Mania wurde in der Chemical Plant Zone ein Boss einprogrammiert, der eine einfache Partie von Dr. Robotnik’s Mean Bean Machine als Hommage beinhaltete.

## Neuveröffentlichungen

### Neuveröffentlichungen 16-Bit-Version
Die 16-Bit-Version von Dr. Robotnik’s Mean Bean Machine für das Sega Mega Drive war im Jahre 1995 auf der Sonic Compilation für das Sega Mega Drive enthalten. Auf der Sonic Mega Collection (2003 Nintendo GameCube) und Sonic Mega Collection Plus (2004 PlayStation 2, Xbox, PC) befand sich diese Version ebenso, ehe sie auf der Virtual Console der Nintendo Wii erneut erschien. Sie war zudem Teil der Sega Mega Drive Ultimate Collection (2009 PlayStation 3, Xbox 360), Sonic PC Collection (2009, PC), Sega Mega Drive Classics (2010 für PC, 2018 für PlayStation 4, Xbox One, Nintendo Switch), wurde 2010 auf Steam veröffentlicht, war 2019 auf dem Sega Mega Drive Mini enthalten und ab 2021 im Erweiterungspaket für Nintendo Switch Online enthalten.

### Neuveröffentlichungen 8-Bit-Version
Die Game-Gear-Version von Dr. Robotnik’s Mean Bean Machine war auf Sonic Adventure DX: Director’s Cut (2003, Nintendo GameCube, PC), Sonic Mega Collection Plus (2004, PlayStation 2, Xbox, PC), Sonic PC Collection (2009, PC) und Sonic Origins Plus (2023) erneut enthalten. Am 13. Juni 2013 erschien in den USA und Europa eine Virtual-Console-Variante für den Nintendo 3DS. Die Sega-Master-System-Version wurde nicht erneut umgesetzt.

## Rezeption
Dr. Robotnik’s Mean Bean Machine erhielt gemischte Wertungen. Gelobt wurde das spaßige Gameplay, Kritik gab es in erster Linie für die relativ ideenlose Umsetzung und den hoch angelegten Schwierigkeitsgrad.

„Nur ein weiterer Columns-Verschnitt, denkt ihr? Sicherlich, die Grundidee basiert auf diesem Tüftel-Klassiker, doch daraus wurde ein ganz anderes Spiel, das besonders im Zwei-Spieler-Modus zum herausragendsten Spielereignis seit Jahren wird. Ich für meinen Teil setze Dr. Robotnik’s Mean Bean Machine auf eine Stufe mit Sonic 3, Thunderhawk und NHL Hockey. Ein absolutes Referenzspiel, das ohne spektakuläre Effekte auskommt!“

„Mean Bean Machine hat den gleichen Effekt wie Tetris: Man beginnt das Spiel, und kann nur schwer aufhören. Am meisten Spaß macht es jedoch zu zweit. Die Spielidee mag vielleicht einfach sein, aber man hat eine hohe Motivation, um immer bessere Strategien auszuknobeln.“

Bei den Neuveröffentlichungen für die Nintendo Wii und dem Nintendo 3DS fielen die Wertungen tendenziell niedriger aus. 1997 belegte das Spiel in der Electronic Gaming Monthly Platz 84 der besten Spiele aller Zeiten.